# Marta Randall
Marta Randall (geboren am 26. April 1948 in Mexiko-Stadt, Mexiko) ist eine amerikanische Science-Fiction-Autorin.

## Leben
Randall wurde in Mexiko geboren und wuchs in Kalifornien auf, nachdem ihre Familie nach San Francisco gezogen war, als sie zwei Jahre alt war. Sie besuchte die Berkeley High School und studierte von 1966 bis 1972 am San Francisco State College. Ab 1968 arbeitete sie als Büroleiter einer Firma in Oakland. 1966 hatte sie Robert H. Bergstresser geheiratet, mit dem sie einen Sohn hat. 1974 wurde die Ehe geschieden. 1983 heiratete sie Christopher E. Conley.
Ihre erste Kurzgeschichte Smack Run veröffentlichte sie 1973 in der von Michael Moorcock herausgegebenen Anthologie New Worlds 5 noch unter ihrem Ehenamen Marta Bergstresser. In den folgenden Jahrzehnten erschienen knapp zwei Dutzend Erzählungen, von denen 11 in den Collected Stories (2007) enthalten sind. Im Mai 1976 erschien ihr erster Roman A City in the North, in dem auf einem von Menschen kolonisierten Planeten eine unterdrückte Alienrasse im Kampf um Freiheit sich dafür entscheidet, die eigene Kultur zu zerstören.
Der für den Nebula Award nominierte zweite Roman Islands (September 1976) handelt in einer Zukunftswelt, in der die große Mehrheit der Menschen durch eine medizinische Behandlung unsterblich werden können. Die Protagonistin zählt zu den Wenigen, denen die Unsterblichkeit versagt bleibt. Isoliert und fremd in einer Welt frohgemuter Unsterblicher widmet sie sich der archäologischen Erforschung buchstäblich versunkener Zeiten und findet in der Vergangenheit den Schlüssel dafür, die Beschränkungen ihrer Individualität und Körperlichkeit zu transzendieren. Das Ende, in dem die Heldin die Verschmelzung mit dem kosmischen Bewusstsein erlangt, wird von Hoda M. Zaki mit Olaf Stapledons Sternenschöpfer verglichen.
Randall ist außerdem eine profilierte Dozentin für kreatives Schreiben im Bereich der Science-Fiction. 1982 war sie Dozentin beim Clarion Science Fiction Writers’ Workshop und 1985 beim Clarion West Writers’ Workshop, dem Westküstenpendant. Weitere Workshops waren 1983 der Science Fiction & Fantasy Workshop der Portland State University, 1984 bis 1988 und 1990 bis 1992 der Workshop Writing Science Fiction & Fantasy Short Stories an der University of California Extension in Berkeley, 1986 war die dort die Konferenzleiterin von Science Fiction & Fantasy: Women’s Perspective. Seit 1974 gibt sie die privaten scripsit-Workshops und betreut seit 2002 SF-Schreibkurse bei den Gotham Writers.
Von 1981 bis 1982 war Randall Vizepräsidentin und von 1982 bis 1984 die erste weibliche Präsidentin der Science Fiction Writers of America (SFWA).

## Bibliografie
Kennerin Saga
- Journey (1978)
  - Deutsch: Die Flüchtlinge. Moewig Science Fiction #3561, 1982, ISBN 3-8118-3561-0.
- Dangerous Games (1980)
  - Deutsch: Gefährliche Spiele. In: Manfred Kluge (Hrsg.): Die besten Stories aus The Magazine of Fantasy and Science Fiction, 62. Folge, Gefährliche Spiele. Heyne Science Fiction & Fantasy #3899, 1982, ISBN 3-453-30822-0.

Romane
- A City in the North (1976)
  - Deutsch: Die Stadt im Norden. Moewig Science Fiction #3634, 1984, ISBN 3-8118-3634-X.
- Islands (1976)
  - Deutsch: Versunkene Inseln. Moewig Science Fiction #3605, 1983, ISBN 3-8118-3605-6.
- The Sword of Winter (1983)
  - Deutsch: Die Reiter von Jentesi. Knaur Science Fiction & Fantasy #5796, 1985, ISBN 3-426-05796-4.
- Those Who Favor Fire (1984)
- Growing Light (1993, als Martha Conley)

Sammlung
- Collected Stories (2007)

Anthologien (als Herausgeber)
- New Dimensions 11 (1980, mit Robert Silverberg)
- New Dimensions 12 (1981, mit Robert Silverberg)
- The Nebula Awards #19 (1984)

Kurzgeschichten
- Smack Run (1973, als Marta Bergstresser)
- A Scarab in the City of Time (1975)
- Megan’s World (1976)
  - Deutsch: Megans Welt. In: H. J. Alpers (Hrsg.): Kopernikus 11. Moewig (Moewig Science Fiction #3637), 1984, ISBN 3-8118-3637-4.
- Secret Rider (1976)
- The State of the Art on Alyssum (1977)
- The Captain and the Kid (1979)
- The View from Endless Scarp (1979)
- Sugarfang (1980)
- Circus (1980)
- Emris: An Excerpt (1981)
- Singles (1982)
- On Cannon Beach (1984)
- Thank You, Mr. Halifax (1984)
- Undeniably Cute: A Cautionary Tale (1985)
- Sea Changes (1985)
- Big Dome (1985)
- Lapidary Nights (1987)
- Haunted (1987)
- A Question of Magic (1990)
- The Dark Boy (2007)
- Lázaro y Antonio (2007)
- The Stone Lover (2017)

Sachliteratur
- John F. Kennedy (1988, Jugendbuch)